# Agustín Codazzi
Agustín Codazzi é um município da Colômbia, localizado no departamento de Cesar.